# 工頭堅
工頭堅（Ken Worker，1966年12月15日—），本名吳建誼，出生於臺灣宜蘭縣羅東鎮，為一名以旅遊、歷史、文化、品酒為主題，有多重身分的斜槓族。身兼YouTuber、旅遊業從業人員、领队、部落客、作家、電視節目主持人。過去曾擔任導演、網路趨勢寫手。

## 簡歷

### 早年
工頭堅，本名吳建誼，1966年出生於臺灣宜蘭縣羅東鎮，成長於臺北士林、天母。吳建誼的祖父與父親均在臺北開設小型旅店（Guest house），主要接待美國在臺駐軍。1979年中華民國與美國斷交後，美軍撤離臺灣，吳建誼的父親改以接待日本旅客為主。
1981年，吳建誼的父親帶全家至日本與韓國旅遊，為吳建誼第一次出國。他對於日本的高樓、新幹線、日式料理，以及停靠港邊的中途島號航空母艦感到十分興奮。吳建誼從小愛看日本漫畫、設計師插畫，於是進入復興美工學習美工設計。

### 廣告公司導演
吳建誼退伍後，進入廣告製片公司工作，並擔任導演。在1990年代，臺灣開始流行音樂錄影帶，吳建誼的第一部導演作品，是歌手郭子的《關於離別》，之後，還拍攝了李宗盛《凡人歌》、趙傳《Always on my mind》等音樂錄影帶。當時，他還應導演朋友的邀請，在那英《征服》音樂錄影帶中全裸演出。

### 網路趨勢寫手
吳建誼見證第一波網路興起與泡沫年代。約1995年前後，吳建誼在廣告公司累積的經驗，讓他有機會接拍資策會的網路服務宣傳影片。之後因需要準備影片的內容，而累積了許多網際網路知識。當時因應網際網路興起的狂潮，吳建誼開始撰寫關於網路趨勢的文章。吳建誼被當時知名的網路公司資迅人、網擎、哈網等延攬，並與多位網路寫手合組「網路工作者陣線」，於《明日報》開設個人新聞台，在短短數年時間共寫了兩千多篇「網路趨勢」專文，這段期間開始使用「工頭堅」（Ken Worker）這個網名。

### 轉戰旅遊業
2000年中互聯網泡沫使得懷有網路創業夢的工頭堅一夕間跌落谷底，精神大受打擊，當時工頭堅酗酒、流連夜店，導致婚姻破裂。36歲時應親戚邀請，至加拿大溫哥華一處道場修行半年，並在當地打零工。37歲時返回臺灣至中國時報旅行社擔任業務兼國內線導遊，一年後轉任企劃，並逐步擔任國外線領隊。之後轉至雄獅旅行社任職。

### 斜槓族
先前在網路泡沫前累積的能量，未能幫助工頭堅在當時創業，時隔多年後成為他在旅遊領域的養分。工頭堅開始採用網誌攬客，以「達人帶路」的旅遊方式，規劃歷史、鐵道、古蹟、動漫等主題行程。2015年，工頭堅自行創業，包括開辦旅遊網路媒體，以及合夥開設旅行社。之後陸續出版多本著作、經營Facebook與YouTube自媒体「工頭堅。旅行長」等，均以旅遊、歷史、文化、品酒等為主題。

### 個人生活
1990年代至2000年工頭堅有一段婚姻。2010年工頭堅與作家林凱洛登記結婚，兩人在2011年時補辦婚禮，為工頭堅第二段婚姻，兩人約於2019年離婚。

## 作品

### 書籍
- 《遇見幸福的地方，放掉憂愁的旅程－Mida，工頭堅與黃建昌的慢遊屏東手札 （页面存档备份，存于）》（與黄建昌合著）
- 《時代的風：四段人生與半個世界 （页面存档备份，存于）》
- 《工頭堅的龍馬之旅：從高知到北海道，尋訪坂本龍馬的足跡 （页面存档备份，存于）》
- 《工頭堅的京都時光：從飛鳥時代到昭和地景，走讀千年古都的前世今生 （页面存档备份，存于）》

### 節目主持
| 年份 | 頻道         | 節目名稱           | 合作搭檔主持人 |
| ---- | ------------ | ------------------ | -------------- |
| 2008 | 中天綜合台   | 《台湾脚逛大陆》   |                |
| 2011 | 中華電視公司 | 《華視新聞雜誌》   |                |
| 2021 | 亞洲衛星電視 | 《出發吧！鐵三角》 | 謝哲青、廖科溢 |

## 獎項紀錄
| 年份   | 獲提名             | 獎項                             | 結果 |
| ------ | ------------------ | -------------------------------- | ---- |
| 2022年 | 《出發吧！鐵三角》 | 第57屆金鐘獎生活風格節目主持人獎 | 提名 |
| 2023年 | 《工頭堅。旅行長》 | 第5屆走鐘獎潛力新星獎            | 提名 |

## 外部連結
- 旅飯 （页面存档备份，存于）
- YouTube上的 工頭堅。旅行長 頻道
- 工頭堅。旅行長的Facebook專頁
- kenworker的Instagram帳戶